# Ponte da Panchorra

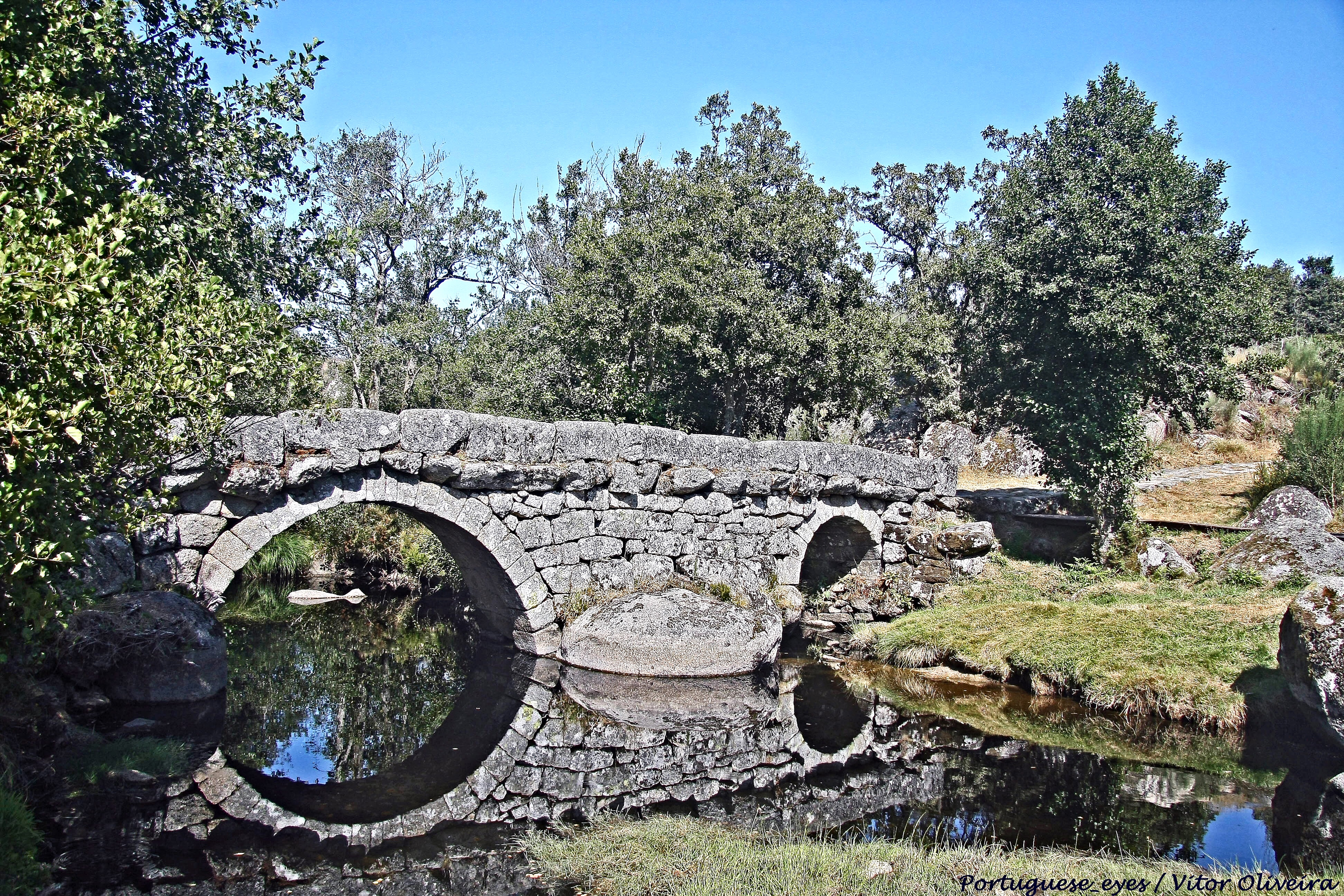
Ponte da Panchorra

A Ponte da Panchorra é uma ponte romana sobre o rio Cabrum, situada no município de Resende em Portugal. Faz parte de uma estrada romana que ligava Braga a Mérida, cuja calçada ainda subsiste no prolongamento do tabuleiro. Tal como acontece noutras pontes romanas, é difícil determinar se a construção atual é a original ou uma reconstrução medieval. Em 2013 foi classificada como monumento de interesse público e está integrada na Rota do Românico.